# Odwrócony manewr Nixona
Odwrócony manewr Nixona (ang. reverse Nixon, także odwrócony Kissinger) – publicystyczny termin na określenie koncepcji, którą administracja prezydenta Stanów Zjednoczonych Ameryki Donalda Trumpa rzekomo rozważała wobec wzrostu intensywności relacji chińsko-rosyjskich.

## Założenia koncepcji
Od drugiej dekady XXI wieku Chiny uchodzą za długoterminowe zagrożenie dla amerykańskiej dominacji na świecie. Ponadto, Chińczycy przystępując do budowy nowego ładu międzynarodowego skupiają wokół siebie państwa rozczarowane amerykańską hegemonią. Szczególnie istotną rolę odgrywają relacje z Rosją, które są określane mianem „partnerstwa strategicznego”. By osłabić wzmacniające się relacje chińsko-rosyjskie, Donald Trump w 2017 zaproponował intensyfikację współpracy amerykańsko-rosyjskiej.
Nazwa koncepcji nawiązuje do „manewru Nixona”, czyli nawiązania za radą Henry’ego Kissingera przez Richarda Nixona w 1972 relacji dyplomatycznych z Chinami. Nixon chciał w ten sposób osłabić Związek Radziecki i blok komunistyczny w okresie zimnej wojny.

## Ocena
W Polsce w ocenie Mateusza Ambrożka, gdyby odwrócony manewr Nixona powiódł się, Amerykanie mogliby stworzyć nowy porządek światowy, w którym Stany Zjednoczone zapewne utrzymałaby swoją dominację na świecie, jednak zostałyby osłabione na skutek uwzględnienia w nim realiów power politics oraz interesów rosyjskich. Niezrealizowanie tej koncepcji może jednak przyspieszyć proces marginalizacji Stanów Zjednoczonych i wzrost znaczenia Chin na arenie międzynarodowej.
Zdaniem Michała Lubiny odwrócony manewr Nixona od samego początku był koncepcją istniejącą jedynie w publicystyce części zachodnich think tanków, które nie uwzględniają gruntownie rozbieżnych interesów Chin i Zachodu oraz Rosji i Zachodu przy jednocześnie zbieżnych interesach Chin i Rosji. Sam Lubina jako pierwowzór dla koncepcji odwróconego Nixona wskazuje „oś wygody”, czyli tezę o ograniczoności stosunków rosyjsko-chińskich, którą przedstawił w 2008 Bobo Lo w pracy The Axis of Convenience. Lubina na obalenie realności koncepcji odwróconego Nixona zwraca uwagę, że od czasu publikacji tezy Bobo Lo, Rosja i Chiny konsekwentnie zbliżają się do siebie, zamiast oddalać się.
Możliwość realizacji koncepcji spotkała się z krytyką także w piśmiennictwie amerykańskim ze względu na brak podstaw geopolitycznych, gospodarczych i strategicznych (tak m.in. Michael McFaul i Evan S. Medeiro, Lyle J. Goldstein, Yang Jianli).